# Canfield Castle
Canfield Castle är ett slott i Storbritannien.   Det ligger i grevskapet Essex och riksdelen England, i den sydöstra delen av landet, 50 km nordost om huvudstaden London. Canfield Castle ligger 75 meter över havet.
Terrängen runt Canfield Castle är platt. Runt Canfield Castle är det tätbefolkat, med 442 invånare per kvadratkilometer. Närmaste större samhälle är Chelmsford, 15,6 km sydost om Canfield Castle. Trakten runt Canfield Castle består till största delen av jordbruksmark.